# Riu de Montlleó
El Montlleó és un riu que naix en la població de Puertomingalvo a la comarca Gúdar-Javalambre. El riu naix a més de 1.300 metres d'altitud i s'uneix a prop dels 300 metres s.n.m. amb la Rambla Carbonera entre els termes municipals de Culla, les Useres i la Serra d'en Galceran. Fa de frontera amb les terres d'Aragó i el País Valencià en els termes municipals de Puertomingalvo-Vistabella del Maestrat i Mosquerola-Vistabella del Maestrat. El riu no sol portar aigua en tot l'any, però com ocorre en molts rius de la província, solen portar-ne en els mesos que més plou, com per exemple, a la tardor o en els mesos de primavera, tot i que també sol dur-ne quan hi han fortes nevades. El riu fa un espectacular canó a prop de la desembocadura entre Culla i Benafigos i sol passar desapercebut per als visitants i turistes que van a la zona.

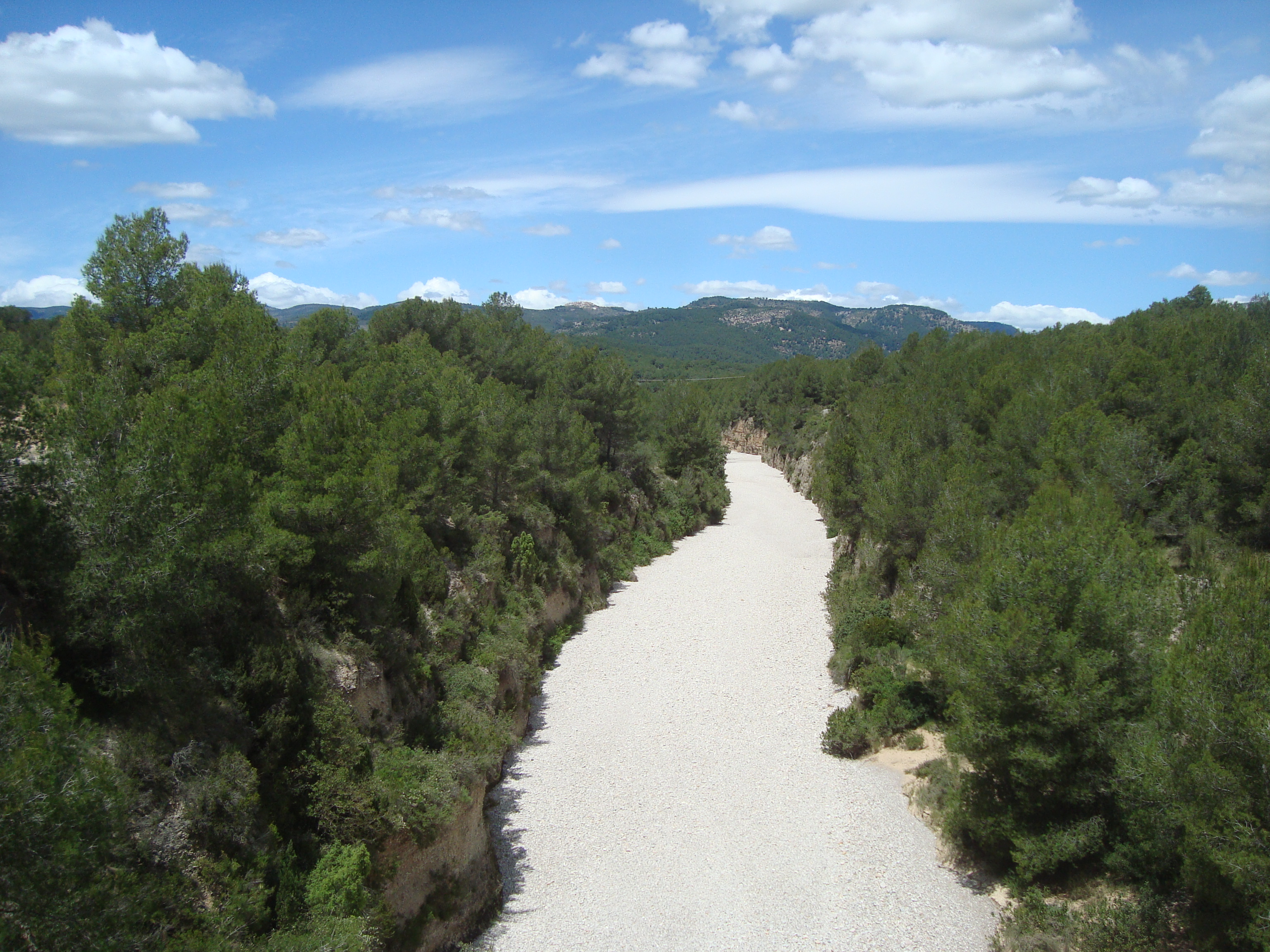
Riu de Montlleó-Río Monleón